# Не вішайте слухавку
«Не вішайте слухавку» (англ. Don't Hang Up) — британський трилер режисерів Алексіса Вайсброта та Демієна Мейса. Вперше фільм продемонстрували 4 червня 2016 року на кінофестивалі у Лос-Анджелесі.

## Синопсис
Заради розваги підлітки-жартівники зателефонували місис Каллбейн серед ночі, наказавши не класти слухавку, назвалися поліцією та переконали її, що до неї в маєток продерся маніяк, який збирається вбити її та маленьку доньку. Потім вони виклали запис в інтернет.
Періодично вони так жартували і над сусідами, і над знайомими. Але незабаром їм телефонує невідомий, називається містером Лі. Він закликає хлопців покинути безглузді жарти. Проте вони, думаючи що хтось їх розігрує, навіть не думають погоджуватися. Тоді Лі каже, що у нього в заручниках батьки Бреді та кохана Сема, які загинуть, якщо хлопці не гратимуть за його правилами.
Тепер це не жарт — слухавку класти не можна, інакше постраждають їхні рідні та близькі.

## У ролях
| Актор                                     | Роль                       |
| ----------------------------------------- | -------------------------- |
| Ґреґґ Салкін / Gregg Sulkin               | Сем Фуллер                 |
| Ґарретт Клейтон / Garrett Clayton         | Брейді Манніон             |
| Сієнна Ґіллорі                            | місс Колбейн               |
| Паркер Сойерс / Parker Sawyers            | містер Лі                  |
| Белла Дейн / Bella Dayne                  | Пейтон Ґрір                |
| Джек Бретт Андерсон / Jack Brett Anderson | Джефф Мослі                |
| Едвард Кіллінґбек / Edward Killingback    | Рой                        |
| Роберт Ґудман / Robert Goodman            | Ларрі                      |
| Кріс Вілсон / Chris Wilson                | поліціянт                  |
| Майкл Боді / Michael Bodie                | містер Фрайзер (озвучення) |
| Філіп Десмулс / Philip Desmeules          | містер Лі (озвучення)      |
| Алекс Ді / Alex Dee                       | батько Брейді              |
| Джейн Райолл / Jane Ryall                 | мати Брейді                |
| Конні Вілкінс / Connie Wilkins            | Іззі                       |
| Шанталь Едер / Chantal Eder               | Репортер                   |

## Знімальна група
- Кінорежисери — Алексіс Вайсброт, Дамьен Мейс
- Сценарист — Джо Джонсон
- Кінопродюсери — Джейсон Нюмарк, Фараг Абушвеша, Ромен Філіппе, Лорі Кук,
- Виконавчі продюсери — Адам Наґель, Ед Фрейман, Джо Джонсон, Стефані Джонсон, Ґреґорі Шамбет, Алексіс Вайсброт, Дамьен Мейс
- Композитор — Алексі Обрі-Карлсон
- Кінооператор — Нат Гілл
- Кіномонтаж — Кармела Айандолі, Тім Мюррелл
- Підбір акторів — Колін Джонс
- Художник-постановник — Ґреґ Шоу
- Артдиректори — Шарлотта Остін, Джабез Бартлетт, Ґреґ Шо
- Художник-костюмер — Моллі Емма Роу[10].